# Vilim Messner
Vilim Messner (Požega, 11. travnja 1904. - Zemun, 5. lipnja 1988.), hrvatski atletičar. Natjecao se za Kraljevinu Jugoslaviju.
Natjecao se na Olimpijskim igrama 1928. u bacanju koplja, a nastupio je u prednatjecanju. Na OI 1932. nije nastupio zbog ozljede
Bio je član zagrebačkih Concordije i HAŠK-a te beogradskog BSK-a, Pančevačkog SK-a i Zemunskog atletskog kluba.